# Lewinia
Lewinia là một chi chim trong họ Rallidae.